# Susana Sumelzo
Susana Sumelzo Jordán (Saragozza, 22 dicembre 1969) è una politica spagnola del Partito Socialista d'Aragona (PSOE-Aragona), deputata per la provincia di Saragozza nel Congresso dei Deputati nelle legislature X, XI, XII, XIII, XIV. Allo stesso tempo, durante la IX legislatura ha prestato servizio come senatrice per la provincia di Saragozza.
Da luglio del 2014 fino a ottobre del 2016 è stata segretaria delle Amministrazioni Pubbliche del Partito Socialista Operaio Spagnolo (PSOE). Da giugno del 2017 è segretaria della Politica Municipale.

## Biografia
Nata il 22 dicembre del 1969 a Saragozza, risiede ad Ejea de los Caballeros. Laureata in Diritto all'Università di Saragozza e dottorato in Sviluppo Economico Locale all'Università Autonoma di Madrid. Nella IX legislatura (2008-2011) è stata senatrice per la provincia di Saragozza e portavoce socialista nella Commissione Costituzionale del Senato. Dal 13 dicembre del 2011 è deputata nel Congresso dei Deputati per la provincia di Saragozza. Nella X legislatura (2011-2015) è stata portavoce aggiunta nella Commissione Costituzionale e portavoce di Amministrazioni Pubbliche del Gruppo Parlamentare Socialista. Nell'XI legislatura (2015-2016) è stata la portavoce socialista nella Commissione di Uguaglianza. Nella XII Legislatura, è stata membro della Deputazione Permanente del Congresso e prima vicepresidentessa della Commissione Mista di Controllo Parlamentare della Corporazione RTVE e le sue Società. Nella XIV legislatura è membro della deputazione permanente e presidentessa della Commissione Mista Congresso-Senato per l'Unione Europea.
Dopo il Congresso Straordinario del PSOE celebrato il 27 luglio del 2014 è stata designata segretaria delle Amministrazioni Pubbliche della Commissione Esecutiva Federale del PSOE. Dall'ultimo Congresso Straordinario di giugno 2017 è segretaria della Politica Municipale della Commissione Esecutiva Federale del PSOE.
Susana Sumelzo è stata una dei quindici deputati del PSOE che hanno votato 'no' nella seconda sessione di investitura di Mariano Rajoy per la XII legislatura del Governo di Spagna il 29 ottobre del 2016.

## Incarichi
- Senatrice per la provincia di Saragozza nel Senato di Spagna (2008-2011).
- Deputata per la Provincia di Saragozza nel Congresso dei Deputati (dal 2011).
- Segretaria generale del PSOE di Ejea de los Caballeros (2012-2014).
- Segretaria di Amministrazioni Pubbliche del PSOE (2014-2016).
- Segretaria di Politica Municipale del PSOE (dal 2017).
- Presidentessa della Commissione Mista Congresso-Senato per l'Unione Europea (dal 2019).